# Jorge Mendonça
Jorge Pinto Mendonça, ismertebb nevén: Jorge Mendonça (Silva Jardim, 1954. június 6. – Campinas, 2006. február 17.) brazil válogatott labdarúgó.

## Pályafutása

### Klubcsapatban
1971-ben a Bangu AC csapatában kezdte a pályafutását. 1973 és 1976 között a Náutico Capibaribe játékosa volt. 1976 és 1980 között a Palmeirasban játszott, melynek színeiben 1976-ban Paulista bajnoki címet szerzett. 1980-ban a Vasco da Gama 1980 és 1982 között a Guarani FC, 1983 és 1985 között a Ponte Preta, 1985 és 1986 között a Cruzeiro együttesét erősítette. Később játszott még a Rio Branco (1986), a Colorado EC (1987–88), a Ponte Preta (1987–89) és a Paulista FC (1989–91) csapatában.  

### A válogatottban
1978-ban 6 alkalommal szerepelt a brazil válogatottban. Részt vett az 1978-as világbajnokságon. 

## Sikerei, díjai
Palmeiras
- Paulista bajnok (1): 1976

Guarani FC
- Brazil másodosztályú bajnok (1): 1981

Brazília
- Világbajnoki bronzérmes (1): 1978

Egyéni
- A Paulista bajnokság gólkirálya (1): 1981 (38 gól)
- A brazil másodosztály gólkirálya (1): 1981 (11 gól)